# Гражданская война в Византии (1341—1347)
Гражданская война в Византии (1341—1347) — одно из крупнейших политических событий в истории Византийской империи, вооружённый конфликт, носивший политический, социальный и религиозный характер. Сторонами конфликта выступали сторонники малолетнего императора Иоанна V Палеолога, поддержавшие их зилоты и варлаамиты и сторонники его регента, позже провозгласившего себя императором Иоанна VI Кантакузина, и поддержавшие его паламиты. В конфликт были вовлечены не только силы внутри Византийской империи, но и соседние народы и государства. В течение 1347—1348 гг. все греческие земли охватила чума. Из-за резкого сокращения численности населения, гражданская война приостановилась на несколько лет. Итогом войны стало окончательное ослабление империи, которая отныне не могла серьёзно противостоять туркам, и через 106 лет прекратила своё существование.

## Предпосылки
В 1341 году Византийская империя находилась в состоянии внутреннего раздора, и, несмотря на восстановление власти над Константинополем и части её прежних территорий Михаилом VIII Палеологом, проводимая им политика истощила ресурсы государства, которое слабело при его преемнике Андронике II (правил в 1282—1328 гг.). Во время долгого правления Андроника оставшиеся византийские владения в Малой Азии постепенно захватывались турками, в первую очередь недавно возникшим Османским бейликом. Это вызвало поток беженцев в европейские провинции Византии, в то же время нанятая для борьбы с мусульманами Каталонская компания наносила ущерб и имперским владениям своими грабежами. Из-за выплаты дани врагам Византии были резко повышены налоги. Сочетание этих неудач и личных амбиций побудило внука и наследника императора, молодого Андроника III поднять восстание. При поддержке группы молодых аристократов во главе с Иоанном Кантакузином и Сиргианном Палеологом Андроник III сверг своего деда по итогам семилетней гражданской войны. Война не предвещала ничего хорошего в будущем, поскольку соседи империи — сербы, болгары, турки, генуэзцы и венецианцы — воспользовались междоусобицей, чтобы получить территорию или расширить свое влияние в империи.
Единственный сын бывшего правителя византийских владений в Морее, Иоанн Кантакузин, был связан с Палеологами по своей матери Феодоре. Он унаследовал обширные поместья в Македонии, Фракии и Фессалии и стал другом детства, самым близким и доверенным советником Андроника III. Во время правления Андроника III (1328—1341) он исполнял обязанности главного министра, занимая должность великого доместика (главнокомандующего византийской армией). Отношения между ними оставались близкими, и в 1330 году, когда не имевший на тот момент детей Андроник III заболел, он настоял на том, чтобы Кантакузин был провозглашен императором или регентом после его смерти. Их связи ещё больше укрепились весной 1341 года, когда старший сын Кантакузина Матфей женился на двоюродной сестре императора Ирине Палеологине.

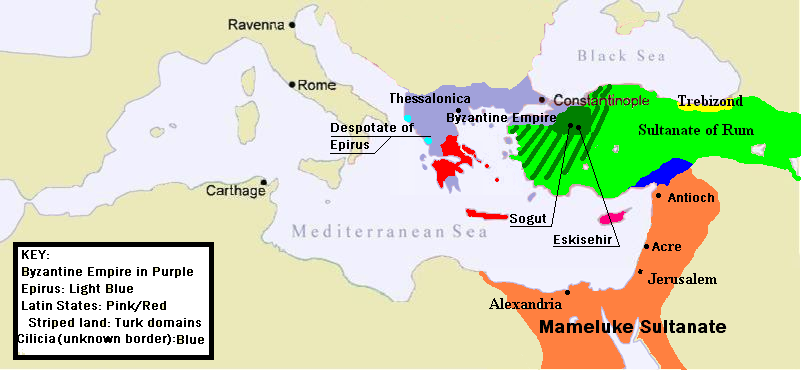
Византия в 1328 г.

В отличие от Андроника II, который распустил византийскую армию и флот и отдавал предпочтение монахам и интеллектуалам, Андроник III был энергичным правителем, который лично руководил своими войсками в военных кампаниях. В 1329 году его первая кампания против османов закончилась катастрофическим поражением в битве при Пелеканоне, после чего византийская власть над Вифинией оказалась утрачена. Последующие походы на Балканах, тем не менее, укрепили пошатнувшееся царство Андроника. Власть над Фессалией и Эпирским деспотатом была восстановлены почти без кровопролития в 1328 и 1337 г.. Андроник III также построил небольшой флот, что позволило ему вернуть богатый, имеющий стратегическое положение остров Хиос у генуэзской семьи Дзаккария в 1329 году, а также добиться верности генуэзского губернатора Фокеи Андреоло Каттанео на материковой части Анатолии. Однако в 1335 году сын Андреоло, Доменико, с помощью генуэзцев захватил остров Лесбос. Император возглавил флот, чтобы вернуть его и Фокею, и попросил помощи у турецких эмиров Сарухана и Айдына. Сарухан-бей отправил войска и припасы, но правитель Айдына лично встретился с императором. Именно во время этой встречи Кантакузин и Умур установили длительную тесную дружбу и союз.
Война с Сербией в 1331—1334 годах оказалась менее успешной для императора, когда несколько городов в Македонии были захвачены сербами во главе с ренегатом Сиргианном Палеологом. Эти достижения были ограничены только тогда, когда убийство Сиргианна и угроза венгерского вторжения вынудили сербского правителя Стефана Душана искать мира. Последующий мирный договор, заключенный между Андроником III и Душаном, имел важное значение для будущего византийско-сербских отношений. Впервые византийцы признали значительные успехи, достигнутые сербами на центральных Балканах во время правления Андроника II. После заключения договора Душан также переместил свою ставку на юг, к Прилепу.
Хотя потеря Малой Азии оказалась необратимой, успехи в Эпире и Фессалии привели к консолидации империи на грекоязычных землях южных Балкан. Андроник III и Кантакузин планировали дальнейшие кампании по захвату латинских княжеств на юге Греции, что имело большое долгосрочное значение, поскольку, как писал историк Дональд Никол, «если бы весь полуостров Греции мог быть объединен под властью Византии, то империя снова была бы однородной структурой, способной противостоять сербам, итальянцам и другим своим врагам. Она будет небольшой, но это будет компактная и управляемая экономическая и административная единица, простирающаяся от мыса Матапан до Фессалоник и Константинополя».

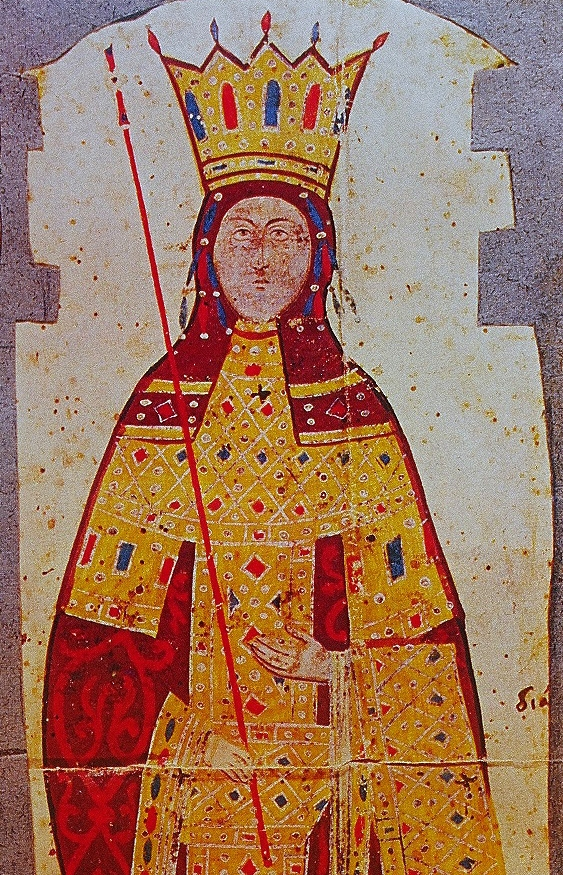
Анна Савойская. Миниатюра XIV в.

Вначале конфликт не принял форму гражданской войны, ограничившись дворцовыми интригами в Константинополе, так как у границ Византии складывалась сложная внешнеполитическая обстановка. Сербы, турки и болгары угрожали границам империи, а армия находились на стороне Кантакузина. Ещё при жизни Андроника III во Фракии у Дидимотики в 1341 году произошло сражение между болгарским отрядом и войсками пинкерна Ангела, возвращавшегося от Константинополя. Остатки разбитого болгарского отряда полонили турки. Войска Ивана Александра в 1341 г. осаждали Адрианополь, часть болгар была направлена царём грабить города Западной Фракии. Вначале обстоятельства складывались благоприятно для Кантакузина. Ему удалось добиться мира с болгарским царём Иоанн-Александром, заключить договор с Орханом и отразить набеги сельджукских отрядов, землевладельцы Ахейского княжества дали понять, что предпочли бы подчиниться императору, а не наместнику Катерины Валуа. Казалось, предоставлялась возможность наконец-то вернуть весь Пелопоннес, завершить окружение каталонского герцогства в Афинах, а затем добиться полного воссоединения греческих земель в едином государстве.
Однако действия оппозиции не заставили себя ждать. Сразу после смерти императора Иоанн Калека потребовал участия в регентстве, и Кантакузин был вынужден уступить. Затем, воспользовавшись пребыванием Кантакузина в Дидимотике, Апокавк организовал в Константинополе путч, обратившись к народу с прямым призывом к открытой вооружённой борьбе против Кантакузина и его сторонников. Во время путча были разграблены дома сторонников Кантакузина, многие из них погибли, оказались в тюрьме или бежали к Кантакузину в Дидимотику. Были взяты под стражу сын Кантакузина Матфей и его мать Феодора (в заключении она умерла от голода). Кантакузин был лишен всех должностей и чинов, его земельные владения были переданы торговцам и ремесленникам. 26 октября 1341 г. в Дидимотике сторонники Кантакузина провозгласили его императором. 19 ноября 1341 г. состоялась коронация Иоанна V Палеолога, регентом при котором была объявлена Анна Савойская. Алексей Апокавк получил титул эпарха Константинополя.
Чтобы придать своим действиям больше легитимности Кантакузин не стал посягать на официальное отстранение от престола Иоанна V Палеолога и Анны Савойской. В своих грамотах он извещал население, что борется против «дурного» окружения императорской семьи, прежде всего — против Апокавка. Одновременно свои грамоты от имени императора Иоанна V Палеолога разослал и Апокавк. Его призывы «возбуждали народ против богатых, толпы ремесленников — против выдающихся славой и родом».
В конфликте приняли участие сторонники разных религиозных течений. Идеология исихастов, призывавших к глубокому смирению, была выгодна крупным феодалам, хотя вначале многие сторонники исихастов поддерживали зилотов. Кантакузин и его сторонники встали под знамя исихазма, чтобы расколоть зилотов. И действительно, многие сторонники исихастов поддержали вначале Паламу, хотя впоследствии раскаивались, когда поняли, что Палама не был исихастом, а просто сумел расколоть лагерь противников Катакузина. Патриарх Иоанн Калека был, напротив, ярым противником паламитов. Борьбу с паламитами возобновил ученик Варлаама Акиндин, пользовавшийся покровительством Анны Савойской. В целом варлаамизм или антипаламизм был характерной чертой враждебного Кантакузину лагеря. Лидер паламитов Палама вскоре был брошен в тюрьму.
В Константинополе прокатилась новая волна репрессий против сторонников Кантакузина. Его столичные дворцы подверглись полному разгрому. Начались антифеодальные волнения во Фракии. Феодалов избивали, имущество их грабили, дома разрушали, самих их передавали в Константинополь. Наиболее значительным было восстание в Адрианополе, где землевладельцы созвали народ на площади для оглашения грамот Кантакузина. Во время оглашения грамот стали раздаваться выкрики противников Кантакузина. Они были схвачены и подвергнуты бичеванию. Ночью некий землекоп Вранос со своими товарищами Мугдуфом и Франкопулом обошли дома горожан и склонили их к открытому восстанию против знати. Составив отряд, они арестовали почти всех знатных лиц. Утром поднялось все население города. Дома феодалов и ростовщиков были разграблены и разрушены. Арестованные были отправлены в столицу.

## Регентство Кантакузина (июнь — сентябрь 1341 г.)
После непродолжительной болезни в ночь с 14 на 15 июня 1341 г. император Андроник III умер в возрасте 45 лет, возможно, из-за хронической малярии. Его девятилетний сын Иоанн был очевидным преемником, но он не был официально провозглашен или коронован как соправитель. Это оставило правовой вакуум и подняло вопрос о том, кто возглавит правительство империи.
По византийскому обычаю вдовствующая императрица автоматически возглавляла любое регентство. Тем не менее, несмотря на отсутствие какого-либо официального назначения, Кантакузин поставил сыновей Андроника III и вдовствующую императрицу Анну Савойскую под вооружённую охрану во дворце, а на заседании византийского сената заявил о своём регентстве и управлении государством в силу близких отношений с покойным. Он также потребовал, чтобы Иоанн V немедленно женился на его 8-летней дочери Елене. Это было оспорено константинопольским патриархом Иоанном XIV, который представил документ от Андроника от 1334 г., возлагающий на священнослужителя попечение об императорской семье в случае его смерти. Только после выступления столичных войск 20 июня Кантакузин добился признания в качестве регента и контроля над государством, а также сохранения контроля над армией в качестве великого доместика.
Тем не менее оппозиция начала объединяться вокруг трех фигур: преисполненного решимости иметь право голоса в управлении империей патриарха, опасавшейся того, что регент лишит её сына императрицы и великого дуки (главнокомандующий военно-морским флотом) и месазона (главы имперской бюрократии) Алексея Апокавка. «Homo novus», получивший высокий пост как протеже Андроника III и, возможно, самый богатый человек в Византии к 1341 г., Апокавк не вызывал доверия у наследственной аристократии. Единственные сохранившиеся византийские источники того периода (мемуары Кантакузина и «История» Никифора Григоры), чьи авторы симпатизировали аристократии, дают негативный портрет этого человека. По словам Кантакузина, приверженность Апокавка лагерю патриарха была результатом его амбиций: он стремился к дальнейшему продвижению, пытаясь убедить Кантакузина объявить себя императором. Когда тот отказался, Алексей тайно изменил ему.
По мнению Дональда Никола, если бы Кантакузин остался в Константинополе, его власть могла бы сохраниться. Однако, как великий доместик и регент, он должен был иметь дело с различными врагами империи, которые стремились воспользоваться смертью Андроника. Душан вторгся в Македонию, эмир Сарухана совершил набег на побережье Фракии, а болгарский царь Иван Александр угрожал войной. В июле Кантакузин покинул столицу во главе армии, оставив контроль над правительством Апокавку, которого всё ещё считал верным. Поход оказался успешным: регент убедил Душана отступить и отразил турецкие набеги, в то время как Иван Александр, которому угрожал флот Айдынского эмирата, возобновил мирный договор с Византией. Чтобы закрепить этот успех, регент принял посольство латинских баронов княжества Ахайя в Морее, которые были готовы признать власть Византии в обмен на гарантии их собственности и прав. Это была уникальная возможность, как признавал впоследствии сам Кантакузин в мемуарах, поскольку в случае успеха контролируемое каталонскими наёмниками Афинское герцогство, должно было последовать за своими соседями, укрепив византийский контроль над Грецией.
В этот момент Кантакузин получил новости из Константинополя: в конце августа Апокавк предпринял попытку государственного переворота и попытался похитить Иоанна V. Потерпев неудачу, он бежал в свою укреплённую резиденцию Эпиваты, где был блокирован войсками. Регент вернулся в Константинополь в начале сентября, где пробыл несколько недель, советуясь с императрицей. На обратном пути во Фракию, чтобы подготовиться к походу в Морею, он отправился в Эпиваты, где помиловал Апокавка и вернул его на прежние должности.

## Начало войны: (осень 1341 г.)
Второй уход Кантакузина оказался большой ошибкой. В его отсутствие его враги вернулись в столицу. Апокавк собрал вокруг себя группу высокопоставленных аристократов, в том числе таких людей, как великий друнгарий Иоанн Габала или Георгий Хумн, с которыми был связан брачными союзами. Патриарх, поддержанный группой Апокавка и авторитетом императрицы, освободил Кантакузина от занимаемых должностей и объявил его врагом народа. Сам Иоанн XIV был провозглашен регентом, а Апокавк — эпархом Константинополя. Родственники и сторонники Кантакузиноса были заключены в тюрьму или бежали из города, а их имущество — конфисковано. Хотя жена и дети Кантакузина были в безопасности в его резиденции в Демотике, регентский совет поместил его мать Феодору под домашний арест. Лишения, которые она перенесла во время заключения, могли стать причиной её смерти.

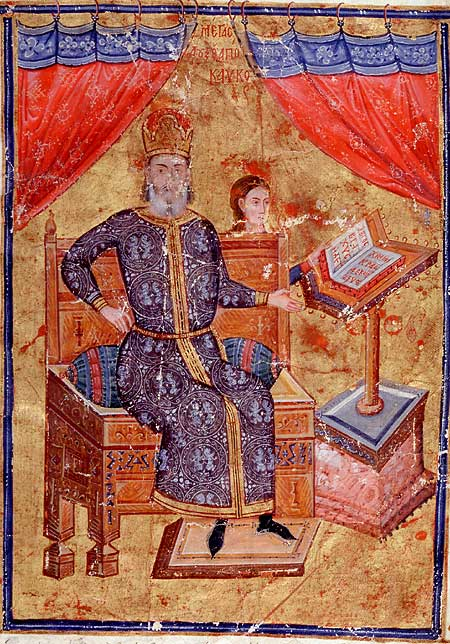
Алексей Апокавк (Портрет дарителя, «Работы Гиппократа», 1340-е гг.).

Когда первые группы его бежавших из столицы сторонников прибыли в Демотику, Кантакузин, по его собственным словам, пытался вести переговоры с новым регентским советом, но его усилия были отвергнуты. Наконец, вынужденный предпринять решительные действия, 26 октября 1341 года армия (2 тыс. всадников и 4 тыс. пехотинцев, по словам Григора) и его сторонники, в основном из землевладельческой аристократии, провозгласили Кантакузина императором. Хотя он по-прежнему официально представлялся младшим помощником Иоанна V и утверждал, что действует только от имени мальчика, заявлением о своих претензиях на трон он фактически начал гражданскую войну. Кантакузин все ещё надеялся переговорами разрешить ситуацию, но все его посланники были заключены в тюрьму, а он и его сторонники — отлучены от церкви патриархом Иоанном XIV. 19 ноября 1341 года регентский совет ответил на провозглашение Кантакузина императором официальной коронацией Иоанна V.
Прокламация Кантакузина вызвала раскол в византийском обществе, когда правившие в сельской местности богатые и могущественные магнаты-землевладельцы быстро сплотились для его поддержки, в то время как часто жившее в ужасных условиях и страдающее от высоких налогов простое население поддержало вдовствующую императрицу и патриарха. Апокавк быстро воспользовался этим разделением и разжег народную неприязнь к аристократии, широко известив о конфискованных в имениях Канаткузина и его сторонников огромных богатствах. По словам Дональда Никола, «именно против него [Кантакузина] и всего, за что он выступал как миллионер и аристократ-землевладелец, восстал народ. „Кантакузинизм“ стал их боевым кличем, лозунгом их недовольства».
Таким образом, фронт гражданской войны пролёг между городскими и сельскими группировками. Города, в которых преобладала гражданская бюрократия среднего класса и купеческий класс («люди рынка»), выступали за более торговую экономику и тесные отношения с итальянскими морскими республиками, в то время как сельская местность оставалась под контролем консервативной земельной аристократии, получавшей своё богатство от поместий и традиционно избегавшей коммерческой и предпринимательской деятельности как недостойных своего статуса. Низшие социальные слои, как правило, поддерживали соответствующую доминирующую фракцию: средний класс в городах и магнатов-землевладельцев в сельской местности.
Поляризация такого рода не была новой для Византийской империи. Свидетельства конкуренции между земельной аристократией и городским средним классом в политической, экономической и социальной сферах засвидетельствованы с XI в., но масштабы конфликта, разразившегося в 1341 году, были беспрецедентными. Этот классовый конфликт отразился и в возникшей после Четвёртого крестового похода и временного распада Византии Трапезундской империи, где проимперская и проконстантинопольская городская фракция противостояла провинциальной землевладельческой аристократии между 1340 и 1349 гг.. Более консервативные и антизападные тенденции аристократов и их связи с ортодоксальными и антикатолическими монастырями также объясняют их растущую привязанность к отстаиваемому Григорием Паламой движению мистического исихазма, чьи взгляды встречали в городах в основном оппозицию. Хотя несколько существенных исключений оставляют этот вопрос открытым для современных ученых, в традиционной историографии сторонники «паламизма» и «кантакузинизма» обычно отождествлялись. Возможная победа Кантакузина также означала победу исихазма, подтвержденную синодом в Константинополе в 1351 году. Исихазм в конечном итоге стал отличительной чертой православной церковной традиции, католики отвергли её как ересь.
Первое проявление этого социального разделения появилось в |Адрианополе, где 27 октября население изгнало аристократов, закрепив город за регентством. Это событие повторялось в течение следующих недель в городе за городом по всей Фракии и Македонии, поскольку люди заявляли о своей поддержке регентства и против презираемых сил «кантакузинизма». В этой враждебной атмосфере многие солдаты Кантакузина покинули его и вернулись в Константинополь. Только в Димотике народное восстание было подавлено, и город оставался главным оплотом Кантакузина во Фракии на протяжении всей войны.

## Вхождение в войну сербов (1342)
Когда следующей зимой сильный снегопад сделал невозможным продолжение военных действий, Кантакузин отправил послов в столицу, в том числе посольство монахов с горы Афон. Однако и они были уволены Патриархом. К тому времени почти все византийские провинции и их губернаторы объявили себя сторонникам регентского совета. Только старый соратник Кантакузина Феодор Синадин, который был губернатором второго по значимости города империи Фессалоник, выразил ему свою поддержку. Синадин держал свою верность Кантакузину в секрете от городского населения и намеревался сдать Фессалоники в сговоре с местной аристократией. Кроме того, подчинявшийся Византии сербский магнат и практически независимый правитель Струмицы и долины реки Стримон Стефан Драговол (Хрельо), казалось, склонялся на сторону Кантакузина. Следовательно, как только погода улучшилась, 2 марта 1342 г., Кантакузинос оставил свою жену Ирину Асень, зятя Мануила Асеня и своих дочерей в Демотике, двинувшись на запад со своей армией в сторону Фессалоник. По пути он сначала напал на Перитеорион, но был отбит и продолжил движение на запад. Однако он смог захватить крепость Мельник, где встретился с Драговолом для заключения союза. Две их армии двинулись к Фессалонике, но прибыли слишком поздно, чтобы взять город под контроль. Когда они приблизились к городу, их встретил Синадинос и другие бежавшие после восстания радикальной народной партией зилотов аристократы. Вскоре после этого город получил подкрепление от флота из 70 кораблей во главе с Апокавком. Синадин, чья семья осталась в Фессалониках, перешёл на сторону регентов. Сын Апокавка Иоанн был назначен губернатором Фессалоники, хотя фактическая власть принадлежала зилотам, которые в течение следующих семи лет возглавляли автономный режим, не имеющий аналогов в византийской истории.
В то же время армия регентства провела кампанию во Фракии, формально овладев городами, захваченными народным восстанием. Поскольку Фессалоники были закрыты для него, линии снабжения во Фракию перерезаны, а дезертирство сократило армию до 2 тыс. человек, половина из которых принадлежала Хрельо, Кантакузин был вынужден отступить на север в Сербию, где надеялся заручиться помощью царя Стефана Душана. Вскоре после этого Драговол также покинул Кантакузина и перешёл на сторону Иоанна Палеолога, надеясь получить контроль над городом Мелник. В июле 1342 года Кантакузин встретил Душана недалеко от Приштины. Первоначально сербский правитель не хотел заключать союз, но под давлением своей знати, особенно могущественного Йована Оливера, он не мог позволить себе упустить эту уникальную возможность расшириться на юг. Отчаянно нуждаясь в сербской помощи, Кантакузин, по-видимому, согласился с тем, что сербы могут сохранить за собой любой захваченный ими город, хотя в своих мемуарах он пишет обратное. По словам Никифора Григоры, сербы претендовали на всю Македонию к западу от Христуполиса, кроме Фессалоник и её окрестностей. Кантакузин смог добиться лишь того, что сдавшиеся ему лично города оставались под властью Византии. Чтобы скрепить договор, младший сын Кантакузина Мануил должен был жениться на дочери Йована Оливера, хотя позже Душан не дал возможности заключить брак. Хрельо тоже присоединился к пакту в обмен на сдачу Мельника гарнизоном Кантакузина. После его смерти позже в том же году Мельник был захвачен сербами.
В конце лета 1342 г. Кантакузин в сопровождении нескольких сербских магнатов двинулся в Македонию во главе греческого и сербского войска, намереваясь прорваться к своей жене, которая все ещё держалась в Демотике. Его продвижение было остановлено почти сразу перед Серре, когда город отказался сдаться, и последующую осаду пришлось прекратить после того, как эпидемия убила большую часть его людей, вынудив отступить в Сербию с оставшимися 500 воинами. Душан провел более успешную параллельную кампанию, захватив Водену. Сербы захватом ФЛорины и Кастории распространили свою власть над Западной Македонией. Сербы также расширили свой контроль над Албанией, так что к лету 1343 года, за исключением контролируемого Неаполитанским королевством Диррахия, весь регион, похоже, попал под их власть. Боевой дух сторонников Кантакузиноса резко упал. В Константинополе ходили слухи, что удрученный мятежник планировал удалиться на Афон в качестве монаха, и в городе вспыхнули беспорядки, в ходе которых несколько богачей были убиты, а их дома разграблены.
Поздней осенью императрица Анна дважды отправляла к Душану посольства, пытаясь убедить его сдать Кантакузина, но сербский правитель, стремясь извлечь больше выгоды из их союза, отказался. Положение Кантакузина начало улучшаться, когда прибывшая делегация знати Фессалии предложила признать его власть. Кантакузин назначил своего родственника Иоанна Ангела губернатором провинции. Хотя на самом деле Ангел был полунезависимым правителем, он был лояльным и эффективным. Вскоре он добился перехода на сторону восставших Эпира, которым он правил от имени Андроника III в 1340 г., и добился успехов в Фессалии за счет каталонцев из Афинского герцогства. Ещё одна попытка Кантакузина прорваться из Сербии в Македонию потерпела неудачу перед Серре. Тем временем его жена Ирина призвала на помощь болгар, чтобы помочь снять блокаду Демотики армией регентского совета. Иван Александр отправил войска, но, хотя они и столкнулись с византийцами, вместо помощи городу они занимались грабежом сельской местности.

## Восстановление позиций Кантакузина (1343—1345)
"Король [Стефан], вождь трибаллов, не знал сытости, наслаждаясь раздорами ромеев друг против друга и считая это время самым подходящим для [приобретения] преимущества и лучшим подарком судьбы. Поэтому он подходил все ближе и распространялся подобно огню, порабощая на своем пути города и села ромеев, поскольку не было никого, кто бы противостал ему или этим его устремлениям. Ибо византийцам было гораздо предпочтительнее – это они не только думали про себя, но и высказывали вслух – уступить ему все территории до Христополя, чем если бы это досталось во владение Кантакузину. А Кантакузину это хоть и было нежелательно, но он целиком был поглощен гражданской войной и не имел времени защищать [отечество]."
В этот момент положение Кантакузина значительно укрепилось благодаря вмешательству его старого друга Умур-бея, который в конце 1342 или начале 1343 года поднялся по реке Эврос с флотом из 300 кораблей и войском в 15 или 29 тыс. (меньшая цифра — турецкий источники, большая — Кантакузин) и освободил Демотику от осады и грабежей. После нескольких месяцев грабежа Фракии Умур был вынужден отступить в Азию с наступлением зимы, к которой турки не привыкли. Такой поворот событий вызвал недовольство Душана, поскольку Кантакузин теперь имел независимую опору власти и меньше зависел от доброй воли сербского правителя. Окончательный раскол произошёл в апреле 1343 года, когда Кантакузин убедил осажденный сербами город Верию сдаться ему. За этим последовала сдача в его пользу нескольких других крепостей в этом районе, включая Сервию и Платамон. Эти шаги укрепили позиции Кантакузина и его независимость от Душана, тем самым сорвав планы последнего по расширению Сербии. Понимая, что он мало что выиграет при сохранении поддержки восставшего, Душан начал переговоры с регентсским советом Иоанна Палеолога и заключил с ним формальный союз летом 1343 г.
Тем временем Кантакузин с армией расположились лагерем за пределами Фессалоники, надеясь захватить город с помощью своих сторонников в его пределах. На помощь осаждённым прибыл Апокавк во главе византийского флота, прижав Кантакузина в Македонии между Фессалоникой и владениями Душана. И снова Умур из Айдына пришёл на помощь с флотом и войском в 6 тыс. человек, после чего Апокавк и его корабли бежали от превосходящих сил противника. Тем не менее, укрепленная Фессалоника смогла выстоять против осады. Хотя ему не удалось взять Фессалонику, наличие турецких союзников позволило Кантакузину заняться Фракией. В конце 1343 г. он оставил своего сына Мануила губернатором Верои и западной Македонии, после чего двинулся в сторону Демотики, освободил город и впервые почти за два года увидев свою жену. По пути туда были захвачены несколько крепостей во Фракии, хотя ещё одна осада Перитеориона завершилась неудачей. В ходе последующих военных действий были взяты Комотини и другие крепости в районе Родоп. В течение следующих нескольких лет города и крепости Фракии переходили к Кантакузину один за другим, но с большими потерями, так как составлявшие основу его войска турки неоднократно грабили сельскую местность. Меняющийся ход войны не остался незамеченным в противостоящем лагере. В конце 1344 года несколько известных людей перешли на сторону восставшего, в том числе полководец и родственник патриарха и Апокавка Иоанн Ватац, патриарх Иерусалимский Лазарь и, что наиболее важно, сын великого дука и губернатор Адрианополя Мануил Апокавк.
В то же время союз Иоанна Палеолога с Душаном был выгоден лишь сербу, поскольку он мог грабить и захватывать всю Македонию и Эпир. К концу 1345 г. вне сербской власти были лишь Фессалоника, Серре и сохранившие верность Константинополю регионы, наряду с Вероей Мануила Кантакузина.
Эти события поставили регентский совет в значительные трудности. Несмотря на умелое управление государственными финансами Апокавка, вызванная длительной войной разруха опустошила казну. В августе 1343 г. императрица Анна была вынуждена заложить драгоценности короны Венеции за 30 тыс. дукатов. Кроме того, турецкие разорения во Фракии привели к нехватке продовольствия в столице. Надеясь на помощь Запада, Анна обратилась к папе римскому Клименту VI обещая подчинить себя, Иоанна V, Апокавка и даже патриарха его власти, и начала преследование сторонников Кантакузина и паламистов.
В 1344 г. регентство заключило новый союз с Болгарией в обмен на передачу северному соседу Филиппополя и девяти других городов в северной Фракии вдоль реки Эврос. Тем не менее, после их оккупации Иван Александр воздерживался от прямых действий против действовавших в южной и восточной Фракии сил Кантакузина. В то же время бывший разбойник Момчил, которому Кантакузинос доверил контроль над районом Меропа в Родопах, перешёл на сторону Иоанна Палеолога. В начале 1344 года Кантакузин лишился поддержки Умура и большей части своей армии, которая отплыла домой, чтобы отразить нападение крестоносцев на его главный порт Смирну. По пути турецкие силы были атакованы сербами под командованием Григория Прелюба, но одержали победу в битве при Стефаниане. Тем не менее Кантакузин отражал совместные атаки Душана и Апокавка, пока Умур не вернулся к нему на помощь следующей весной во главе армии из 20 тыс. человек.
Кантакузин и Умур совершили набег на Болгарию, а затем выступили против Момчила. Последний воспользовался вакуумом власти в бывшей фактически ничейной земле между сербами, болгарами и византийцами Родопами, и имея значительную армию около 5 тыс. солдат провозгласил себя независимым князем. 7 июля 1345 г. две армии в битве при Перитеорионе войско Момчила было разбито, а сам он погиб. Вскоре после этого Душан прибыл к Серре и осадил город, отвергая требования бывшего союзника об уходе. Столкновение казалось неизбежным, пока внезапное убийство Алексея Апокавка при посещении тюрьмы в Константинополе не вынудило Кантакузина обратить свое внимание на столицу.

## Поздний этап войны (1345—1347)
В начале 1345 года Кантакузин послал монахов-францисканцев к регентам с предложением о примирении, но оно было отклонено. Несмотря на это проявление уверенности, положение регентства оставалось ненадежным. Дезертирство прошлой зимой ослабило их контроль над столицей, и в ответ Апокавк приказал построить новую тюрьму для политических заключенных. 11 июня 1345 г. во время осмотра тюрьмы без сопровождения телохранителя Апокаукос был линчёван заключенными.

Малая Азия в 1339 г.

Когда Кантакузин услышал эту новость, он двинулся в сторону Константинополя, побуждаемый своими сторонниками, ожидавшими со смертью Апокавка краха правящего режима. Кантакузин был настроен более скептически, патриарх и императрица Анна быстро взяли ситуацию под контроль. В то же время Кантакузенос потерпел ряд неудач. Номинальный губернатор Фессалоники Иоанн Апокавк открыто объявил о своей верности ему и о планах сдать город. Восставшие зилоты убили его и других сочувствующих Кантакузину в городе. Затем Иоанн Ватац перешёл на сторону Иоанна Палеолога и попытался взять с собой некоторых турецких союзников Кантакузина и несколько фракийских городов, но вскоре был убит. Наконец, Умур из Айдына был вынужден уйти со своим войском для защиты Смирны. Кантакузин заменил его, объединившись с эмиром Сарухана и, что более важно, с правителем занимавшего территорию Вифинии Османского бейлика Орханом.
В сентябре 1345 г. после долгой осады Серре был взят Душаном. Сербский правитель, который к тому времени контролировал около половины территории Византии до 1341 года, был побужден этим успехом заявить о своих претензиях на византийский престол. Следовательно, в пасхальное воскресенье 16 апреля 1346 г. он был коронован в Скопье как «император сербов и римлян», тем самым основав Сербскую империю. Это событие побудило Кантакузина, который сам был провозглашен императором только в 1341 г., провести в Адрианополе 21 мая официальную церемонию под председательством иерусалимского патриарха Лазаря. Затем Лазарь созвал синод епископов, чтобы отлучить константинопольского патриарха Иоанна Калеку. Вскоре после этого связи Кантакузена с его новым союзником Орханом были укреплены браком его дочери Феодоры с османским эмиром на тщательно продуманной церемонии в Селимбрии.
Для регентства положение стало отчаянным. Просьбы императрицы Анны о помощи к другим государствам оказались безуспешны, ей отказали и Орхан, и бейлик Карасы. Только правитель Добруджанского деспотата Балик послал элитный отряд из 1000 человек под командованием своих братьев Феодора и Добротицы, но они были разбиты армией Кантакузина под командованием протостратора Георгия Факраса. Летом 1346 г. эмират Сарухан предложил войско в 6 тыс. человек, которые вместо борьбы с восставшими разграбили Фракию и перешли к Кантакузину. Доходы регентства оставались скудными, генуэзцы вновь захватили Хиос и Фокею, а 19 мая 1346 г. обрушилась часть собора Святой Софии, что стало ужасным предзнаменованием в глазах жителей столицы.
К лету 1346 года Кантакузин был на пороге победы. Он оставил Фракию под контролем своего сына Матфея и двинулся в Селимбрию, недалеко от Константинополя. Он не нападал на столицу, а почти год ждал, пока город сдастся. В своих мемуарах он объясняет, что не хотел направлять своих турок против города, хотя современники, такие как Григора, обвиняли его в нерешительности и в ненужном затягивании войны.
Шли месяцы, лишения в Константинополе увеличивались, и фракция сторонников Кантакузина в столице росла, поскольку императрица отказывалась даже рассматривать переговоры. Дважды отправлялись агенты для убийства восставшего аристократа, но они потерпели неудачу. В конце концов императрица поссорилась с патриархом Иоанном Калекой, который был низложен синодом 2 февраля 1347 года. В ту же ночь сторонники Кантакузина открыли заброшенные Золотые ворота, и он вошёл в город с 1 тыс. человек. Не встретив сопротивления, его войска на следующее утро окружили императорскую резиденцию Влахернский дворец, но Анна Савойская несколько дней отказывалась сдаваться, все ещё опасаясь ожидаемой участи. Люди Кантакузина потеряли терпение и штурмовали часть дворцового комплекса, и Иоанн V убедил свою мать принять соглашение.

## Мирный договор и правление императора Кантакузина
8 февраля 1347 года война официально закончилась соглашением, согласно которому Кантакузин стал старшим императором на десять лет, после чего он и Иоанн V будут править на равных. Кантакузинос также пообещал помиловать всех, кто воевал против него. Чтобы скрепить договор, Иоанн V женился на дочери Кантакузина Елене, и в мае Кантакузин снова был коронован в Влахернской церкви. В конце концов, как заметил Дональд Никол, длительный конфликт был бессмысленным, с условиями, которые «могли быть согласованы пятью годами ранее и спасли-бы империю от такой горечи, ненависти и разрушения».
Несмотря на умеренность и снисходительность, проявленные Кантакузином, мирный договор не получил всеобщего признания. Сторонники Палеологов по-прежнему не доверяли ему, в то время как его собственные сторонники предпочитали свержение этой династии и их замену семьёй Кантакузинов. Старший сын Кантакузина Матфей возмущался тем, что его обошли в пользу Иоанна V, и его пришлось умиротворить созданием полуавтономного удела, имевшего важное значение как приграничной марки с Сербией. Из оставшихся византийских территорий только зилоты в изолированном эксклаве в Фессалониках, отказались признать новое положение дел, вместо этого ведя фактическое независимое существование.
После 1347 г. Иоанн VI попытался возродить империю, но безуспешно. Благодаря массовым смертям из-за Чёрной смерти, Душан и Прелюб захватили македонские крепости, а также Эпир и Фессалию в 1347—1348 годах, тем самым завершив завоевание оставшихся византийских земель на материковой части Греции. Попытка избавиться от зависимости Византии в плане продовольствия и морской торговли от генуэзских купцов из Галаты привела к византийско-генуэзской войне, закончившейся в 1352 г. компромиссом. В 1350 году Кантакузин занятостью Душана войной против Боснии, чтобы отвоевать Фессалоники, Верою, Водену и другие македонские города, но сербский император смог вернуть утраченные владения, оставив Византии Фессалоники.
Постоянно ухудшающиеся отношения между Матфеем Кантакузином, который теперь правил восточной Фракией, и Иоанном V Палеологом, занявшим бывшие владения Матфея в западной Фракии, привели к ещё одному внутреннему конфликту. Открытая война вспыхнула в 1352 году, когда Иоанн V при поддержке венецианских и турецких войск атаковал Матвея. Иоанн Кантакузин пришёл на помощь своему сыну с 10 тыс. османским войском, которое отвоевало города Фракии, щедро разграбив их в процессе. В октябре 1352 г. в Демотике османские силы победили 4 тыс. сербов, предоставленных Иоанну V Стефаном Душаном. Это была первая победа османов в Европе и зловещее предзнаменование. Двумя годами позже их захват Галлиполи положил начало завоеванию Балкан, кульминацией которого столетие спустя стало падение Константинополя. Тем временем Иоанн V бежал на остров Тенедос, откуда в марте 1353 г. предпринял неудачную попытку захватить Константинополь. В ответ Иоанн VI короновал Матфея соправителем, но Иоанн V заручился поддержкой генуэзцев и, опираясь на снижающуюся популярность императора, вступил в столицу в ноябре 1354 года. Иоанн VI отрекся от престола и удалился в монастырь. Матфей продержался во Фракии до 1357 г., когда он тоже отрекся от престола, оставив Иоанна V Палеолога единственным хозяином государства-обрубка.

## Военные действия
К весне 1342 года, убедившись, что его дело во Фракии проиграно, Кантакузин решил идти на запад, надеясь овладеть Фессалоникой, правителем которой был его сторонник Синадин, и Македонией. Во Фракии у него осталась лишь Дидимотика, в которой он оставил семью. Одновременно с ним к Фессалонике двинулся правительственный флот во главе с Алексеем Апокавком. В это время в Фессалонике началось восстание зилотов против сторонников Кантакузина. Они были изгнаны из города, некоторые были убиты или арестованы. Кантакузин разорил пригороды Фессалоники и подверг город осаде, которая была безуспешна. Вскоре к Фессалонике прибыл флот Апокавка, что заставило Кантакузина летом 1342 года с остатками своего войска уйти в Сербию.
Там он начал переговоры о союзе со Стефаном Душаном и одновременно обратился к айдынскому эмиру Умуру с просьбой о помощи. Летом 1342 года Елена, жена сербского правителя Стефана Душана и сестра болгарского царя Ивана-Александра, посетила Тырново. По мнению современных историков сербской королеве удалось убедить своего брата не препятствовать действиям Стефана Душана. Сторонники Иоанна V Палеолога не воспользовались передышкой для упрочения своего положения. Осажденная правительственными войсками, в Дидимотике жена Кантакузина Ирина обратилась за помощью к болгарскому царю Ивану Александру. Но прибывшие болгарские войска, отогнав войска Иоанна V Палеолога, сами стремились овладеть родовым гнездом Кантакузинов. В разгар зимы 1342—1343 годов эмир Айдина Умур с войском высадился в устье Марицы, поднялся по её течению и отбросил болгар от Дидимотики. Однако вскоре сильные холода заставили его уйти домой.

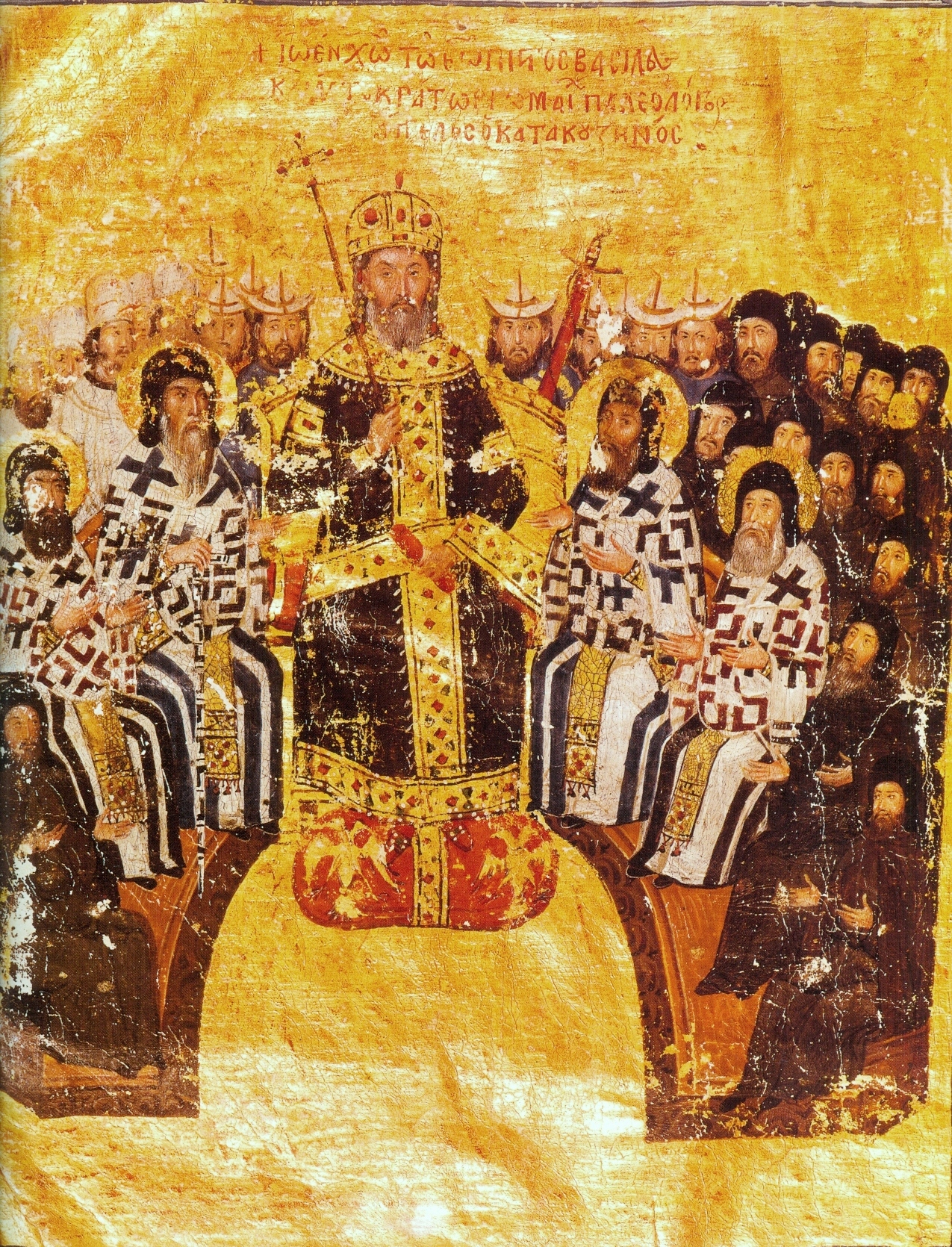
Иоанн VI Кантакузин

В это время Кантакузин, заключив договор со Стефаном Душаном, начал весной 1343 года наступление. Он захватил Соек, Петру, Старидол, Платамон, Сервию и крепость Веррию. На его сторону перешла Фессалия, пожизненным правителем которой был назначен Иоанн Ангел, племянник Кантакузина. Затем Кантакузин вновь осадил Фессалонику, но зилоты снова отразили нападавших.
Но вскоре, из-за интриг венецианцев, происходит разрыв Кантакузина со Стефаном Душаном. Сербский правитель занял открыто враждебную Кантакузину позицию. В Фессалонику с флотом и сельджукскими отрядами снова прибыл Алексей Апокавк. Сельджуки совершили рейд в глубь занятой Кантакузином территории и разорили окрестности Веррии.
Положение Кантакузина вновь стало плачевно, но на помощь ему вновь пришёл эмир Айдина Умур. Осенью 1343 года он на трехстах судах явился к Кантакузину в Южную Македонию. С приходом Умура Апокавк и сельджукские отряды вернулись в Константинополь. Не тратя время на подчинение Македонии, что угрожало столкновением с Душаном, и на новую осаду Фессалоники, Кантакузин и Умур к концу осени 1343 года заняли Фракию и вступил в Дидимотику. Турки опустошили занятые области.
После этого Умур ушёл обратно в Азию, где против него начала действовать новая латинская коалиция. Положение Кантакузина снова резко ухудшилось. Стефан Душан захватил Лерин, Воден, Касторию, почти всю Албанию и Македонию.
Во Фракии одновременно действовали войска Кантакузина, Иоанна V Палеолога, болгарского царя, турецких эмиров и независимого болгарского правителя Родопии Момчила. Апокавк добился союза с болгарским царём против Кантакузина. В качестве платы Иван Александр получил на севере Фракии обширную область с городами Филиппополь, Стенимах, Цепина, но при этом фактически не оказывал Константинополю никакой помощи. Зимой 1343—1344 г. Кантакузин сумел перетянуть Момчила на свою сторону и отдал ему в управление обширную область в Родопах. Апокавк завязал с Момчилом переговоры и сумел склонить его к разрыву с Кантакузином, даровав Момчилу титул деспота. Положение Кантакузина во Фракии снова пошатнулось. Апокавк опять подступил к Дидимотике.

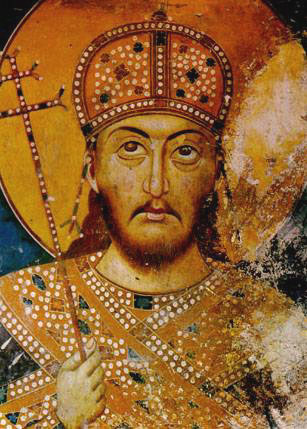
Стефан Душан

В начале 1344 года флот Умура был сожжен латинянами у берегов Юго-Восточной Македонии. Около трёх тысяч турок высадившихся на берег были вынуждены возвращаться домой сушей. Дорогу им преградил сербский воевода Прелюб. Однако во время боя около Стефанианы он потерпел поражение и турки прибыли к Кантакузину. Они помогли ему разбить болгар, и Иван Александр заключил мир с Кантакузином. Апокавк был снова отброшен от Дидимотики. Момчил порвал с Апокавком, получив от Кантакузина титул севастократора и признав его суверенитет. С лета 1344 по лето 1345 года Кантакузин подчинил большую часть Фракии. У сторонников Иоанна V Палеолога оставался под контролем только Константинополь с округой, города Энос и Гексамилий, полуостров Галлиполи да далекая полунезависимая Фессалоника.
1 июня 1345 года Апокавка убивают сторонники Кантакузина в Константинополе. По городу прокатилась новая волна погромов. 7 июля 1345 года в ожесточенном сражении у Перитора объединённое войско Кантакузина и Умара разбивают войско Момчила. Сам Момчил погибает во время сражения. После этого в августе Кантакузин и Умур направились к Серре, которую осаждали сербы. В их находился и Сулейман — сына эмира Сарухан. Но в дороге Сулейман неожиданно умер. Опасаясь осложнений в отношениях с эмиром Сарухана и получив весть о новом походе коалиции против него, Умур ушёл в Азию (в мае 1348 года он был разбит латинянами у Смирны и погиб в сражении). Кантакузин вернулся в Дидимотику. В 1345 году, завоевав Галлипольский полуостров, Кантакузин заключил союз с османским эмиром Сулейманом, сыном Орхана I. Сулейман помог утвердиться Кантакузину в Восточной Фракии и стал посредником в переговорах с своим отцом, Орханом. Союз был заключен и скреплён браком Орхана с дочерью Кантакузина Феодорой.
В конце весны — начале лета 1345 года в Фессалониках правительственный архонт Иоанн Апокавк (сын Алексея Апокавка), заманив лидера зилотов Михаила Палеолога на заседание своего совета, приказал умертвить его и захватил в свои руки всю полноту власти в Фессалонике. Начались аресты зилотов. Однако, замысел Апокавка сдать город Кантакузину вызвал бурю негодования среди населения. Андрей Палеолог, брат Михаила, возглавил успешное восстание против Апокавка. Знатных сторонников Апокавка, и прежде всего его самого, сбросили со стены крепости.
Осенью 1345 года Душан взял Серры и Веррию. Пренебрегая договором Анной Савойской он контролировал всю Македонию, кроме Фессалоники, и Афон. Кантакузин между тем с помощью османов укрепился во Фракии. Его акт провозглашения себя императором 28 октября 1341 года был подкреплён коронацией 21 мая 1346 года в Адрианополе, проведённой иерусалимским патриархом. Одновременно собор преданных Кантакузину епископов, собравшийся в Адрианополе, низложил патриарха Иоанна Калеку.
В это время положение сторонников Иоанна V Палеологов резко ухудшилось из-за неудачного союза с эмиром Сарухана. Летом 1346 года Анна Савойская наняла у него 6-тысячный отряд для борьбы с Кантакузином. Но, найдя Фракию совершенно опустошенной, турки Сарухана не пожелали воевать с Кантакузиным и ушли грабить Южную Болгарию. На обратном пути турки подойдя к Константинополю и потребовали от Анны награды за свою «службу». Получив отказ, турки стерли с лица земли пригороды столицы, вошли в соглашение с Кантакузином и ушли домой.
В июне 1346 года участник латинской коалиции генуэзец Симоно Виньози захватил Хиос. Направленный против него во главе флота итальянец Фоччолати вместо похода к Хиосу захватил генуэзское торговое судно и привел его в Константинополь. Возмущенные генуэзцы Галаты перекрыли поставки продовольствия в столицу и в городе начался голод. Анна пообещала генуэзцам выдать им Фоччолати на расправу. Фоччолати вступил в сговор с Кантакузином, и в ночь на 3 февраля 1347 года открыл его войскам ворота Константинополя. За день до этого Анна Савойская низложила Иоанна Калеку и возвела вместо него на патриарший престол исхиата Исидора. Лидер исхиатов Палама был выпущен из тюрьмы.

## Последствия

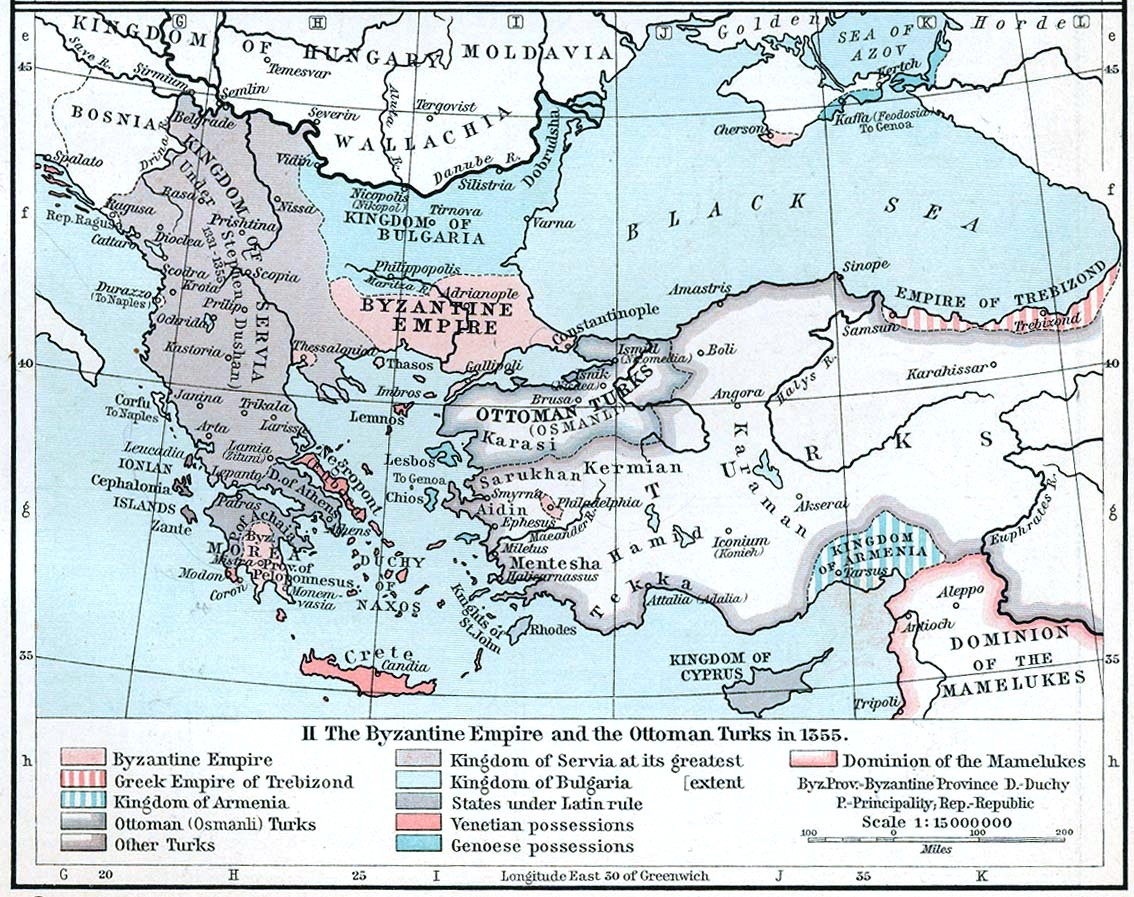
Территория Византийской империи в 1355 году (спустя 8 лет после окончания гражданской войны)

8 февраля 1347 года было подписано соглашение, согласно которому вся власть должна была в течение десяти лет оставаться в руках Кантакузина. Затем Иоанн V должен был стать равноправным соправителем Иоанна VI Кантакузина. Дочь Кантакузина Елена стала женой Иоанна V Палеолога. Объявлялась всеобщая амнистия, в то же время запрещалось требовать возмещения имущества, расхищенного или разрушенного в ходе войны. Однако богатства приверженцев Кантакузина, у них изъятые во время войны, должны были быть возвращены их владельцам. 13 мая 1347 года константинопольским патриархом была проведена новая коронация Кантакузина и его жены Ирины.
Политико-экономическое положение Византии в результате войны резко ухудшилось. Большая часть западных владений была занята сербами, а остатки византийских земель в Эпире, Фессалии и Македонии были изолированы. Фессалоника, находившаяся под властью зилотов, отказалась признать власть Кантакузина. Морея, в которой правил сын Кантакузина Мануил фактически стала независимой. Часть северной Фракии перешла к болгарам, а оставшаяся часть была полностью разграблена. Византия потеряла контроль над Эгейским морем. Генуэзцы захватили обе Фокеи (Старую и Новую), Хиос, Самос, Никарию, Панагию. Помимо этого, практически сразу после войны Византия серьёзно пострадала от занесенной генуэзцами из Крыма эпидемии чумы.
Флот практически не существовал. Казна была пуста. Заложенные за 30 тысяч дукатов венецианцам драгоценные камни императорского венца так никогда и не были выкуплены. Место драгоценностей в императорском убранстве заняли позолота и стеклянные подделки.

## Значение
Гражданская война нанесла Византии в сущности смертельный удар, так как в ходе продолжения — войны 1352—1357 османы закрепились на европейском континенте. История империи вступила в свою финальную фазу. Существование Византии ещё в течение столетия было в действительности лишь затянувшейся, во многом благодаря вторжению Тамерлана, и благосклонностью османских султанов агонией.

## Последствия
"После смерти юного Андроника [III] разразилась худшая гражданская война, которую когда-либо знали римляне. Это была война, которая привела почти к полному разрушению, превратив великую империю римлян в жалкую тень ее прежней сущности."
Гражданская война оказалась поворотным моментом в истории Византийской империи. По словам византиниста Ангелики Лайоу, «после окончания второй гражданской войны Византия была империей только номинально», а по словам Эвы де Фрис-Ван дер Фельден, война знаменует собой «точку разрыва между „упадком“ и „падением“ Византийской империи».
Разделение византийцев и опора на иностранные войска, особенно сербов и турок, поощряли экспансионизм последних. В частности, Стефан Душан доказал, что умеет использовать гражданскую войну для расширения своего государства за счет Византии. Помимо огромных территориальных потерь, затянувшийся конфликт истощил ресурсы византийского государства, принеся «анархию в города и опустошение в деревню». Крупнейшая оставшаяся в составе Империи сопредельная территория Фракия потерпела такие разрушения, что вместе с Константинополем попала в зависимость от ввозимого из Болгарии и Крыма зерна. Торговля прекратилась, и в казне не было, по словам Григора, «ничего, кроме атомов Эпикура». Кантакузин исчерпал свое личное состояние, а императрица Анна оставила империю в большом долгу перед венецианцами. Война также привела к краху централизованной имперской администрации в провинциях, в результате чего контроль над фракийской сельской местностью перешёл к поместной системе, управляемой местными магнатами. Несмотря на свое значительное состояние, магнатам путем льгот или прямого уклонения удавалось уклоняться от уплаты налогов имперскому правительству. Кроме того, приход в 1347 году Чёрной смерти и её повторяющиеся вспышки ещё больше сократили налоговую и рекрутскую базу, ограничив способность Византии обратить вспять территориальные завоевания Сербии.
Наряду с возобновлением гражданской войны в 1352 г. эти факторы уничтожили все шансы даже на скромное восстановление, подобное тому, которое произошло при Андронике III. После этого Византия оставалась под угрозой со стороны более сильных соседей, неспособная проводить независимую внешнюю политику, страдающая от нехватки ресурсов и раздираемая внутренними распрями. Тем не менее, благодаря сочетанию случайных внешних обстоятельств и искусной дипломатии, она просуществовал ещё одно столетие, пока окончательно не была завоевана османами в 1453 г. Только византийский эксклав в Морее оставался процветающим, избежав разрушительных последствий гражданской войны из-за своей относительной изоляции. Назначение Мануиля Кантакузина его деспотом в 1349 г. ознаменовало создание полунезависимого деспотата Мореи, который пережил последний экономический и культурный расцвет византийского мира, прежде чем пал под нападением османов в 1460 г.